# Theobald von Bethmann Hollweg
Theobald Theodor Friedrich Alfred von Bethmann Hollweg, född 29 november 1856 i Hohenfinow i Brandenburg, död 2 januari 1921 i Hohenfinow, var en tysk statsman.
Bethmann Hollweg var regeringspresident i Regierungsbezirk Bromberg 1899, Oberpräsident i provinsen Brandenburg 1899–1905, inrikesminister i Preussen 1905–1907, Tysklands vicekansler 1907–1909, Preussens ministerpresident och utrikesminister i Preussen, samt Tysklands rikskansler 1909–1917. Den 13 juli 1917 avgick Bethmann Hollweg från samtliga tre poster. 

## Biografi
Han var sonson till Moritz August von Bethmann Hollweg.
Bethmann Hollweg strävade före första världskriget efter överenskommelser med Storbritannien i syfte att nå en tysk storpolitisk ställning i paritet med den brittiska. I syfte att begränsa vad han själv ansåg som ett växande hot från Ryssland lade han också stor vikt vid alliansen med Österrike-Ungern. Genom att 6 juli 1914, under julikrisen, ge österrikarna oreserverat stöd i deras konflikt med Serbien bidrog han till att konflikten förvärrades till krig. Åtgärder i slutet av juli för att undvika att Tyskland hamnade i ett ofördelaktigt storkrig var inte tillräckliga. Bethmann Hollweg motsatte sig efter krigsutbrottet det obegränsade ubåtskriget på Atlanten, då han fruktade att detta skulle leda till ett amerikanskt inträde i kriget. I april 1917 gick USA in i kriget, delvis på grund av Tysklands ubåtskrigföring.
I inrikespolitiken utövade Bethmann Hollweg en moderat reformpolitik, bland annat i rösträttsfrågan. Han anses ha spelat en viktig roll när det gällde att skapa stöd för kriget i det socialdemokratiska partiet.
När de segrande ententemakterna efter kriget reste krav på att den avgångne kejsar Vilhelm II skulle utlämnas för att ställas inför krigsrätt, erbjöd sig Bethmann Hollweg att inställa sig i dennes ställe, en gest som dock avvisades av segrarna.

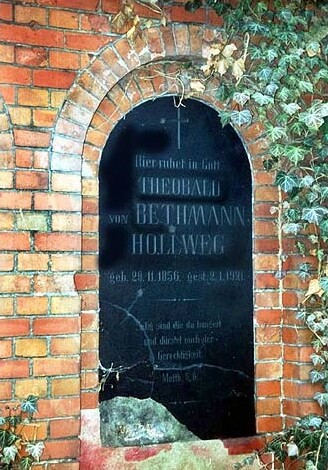
Bethmann Hollwegs grav på Hohenfinows kyrkogård.